# Caelen Carson
Caelen Carson (Waldorf, 3 marzo 2002) è un giocatore di football americano statunitense che milita nel ruolo di cornerback per i Dallas Cowboys della National Football League (NFL).

## Carriera

### Dallas Cowboys
Carson al college giocò a football a Wake Forest dal 2020 al 2023, disputando complessivamente 36 partite, con 119 tackle e 3 intercetti. Fu scelto nel corso del quinto giro (174º assoluto) del Draft NFL 2024 dai Dallas Cowboys. Debuttò come professionista partendo come titolare nella gara del primo turno contro i Cleveland Browns, mettendo a segno 7 placcaggi. La sua prima stagione si chiuse con 27 tackle e 4 passaggi deviati in 6 presenze, di cui 5 come titolare.